# Na Zona Sul
"Na Zona Sul" é uma canção do rapper Sabotage, lançada no álbum Rap é Compromisso, de 2000.

## Canção
A canção relata a história do cotidiano na periferia da Zona Sul de São Paulo. Além disso, as músicas do Sabotage eram ao mesmo tempo entretenimento e revolução. Em depoimento, ele mesmo falou que se preocupava, de alguma forma, em falar sobre armas e drogas em suas músicas por parte das crianças da favela que escutavam aquele som e concordavam com o que ele expressava nas letras.
O principal álbum do Sabotage foi gravado pela Cosa Nostra, mesma gravadora dos Racionais MC's. Tendo contrato desde o início da carreira, o cantor Mano Brown citou como referência ao Sabotage, afirmando que: "se ele estivesse vivo estaria ao nosso lado cantando, com a gente fazendo vários shows por todo Brasil" além do Ice Blue que o admirou em ve-lo cantar ele o admirou dizendo ele tem um bom talento em um dos estúdio de rap e no mesmo ano o Sabotage tem um convite de gravar o seu álbum mais famoso na mesma gravadora dos Racionais MC's ficar no Capão Redondo.[carece de fontes?]
Na música tem a participação especial do Cascão, membro do grupo de rap chamado T$G ou mesmo Trilha Sonora do Gueto.